# ルクノール環礁
ルクノール環礁（英語: Lukunor）は太平洋西部のカロリン諸島の環礁。ミクロネシア連邦チューク州に属しており、環礁東部が同名の村で、環礁西部はオノヨップと呼ばれる自治体に属している。
現在はレキニオッチ(Lekinioch)とよばれている。　
モルトロック諸島に属しており、チューク諸島中心部から300km程南東に存在する。サタワン環礁とエタール環礁３つの環礁が10km以内に存在する。

## 註
1. ↑  Statoids.com, retrieved December 8, 2010
2. ↑  “Oceandots - Lukunor”. 2010年12月23日時点のオリジナルよりアーカイブ。2011年12月6日閲覧。

Borthwick, Ernest Mark. Aging and Social Change on Lukunor Atoll, Micronesia. PhD dissertation, University of Iowa, 1977.